# كيمياء بيئية

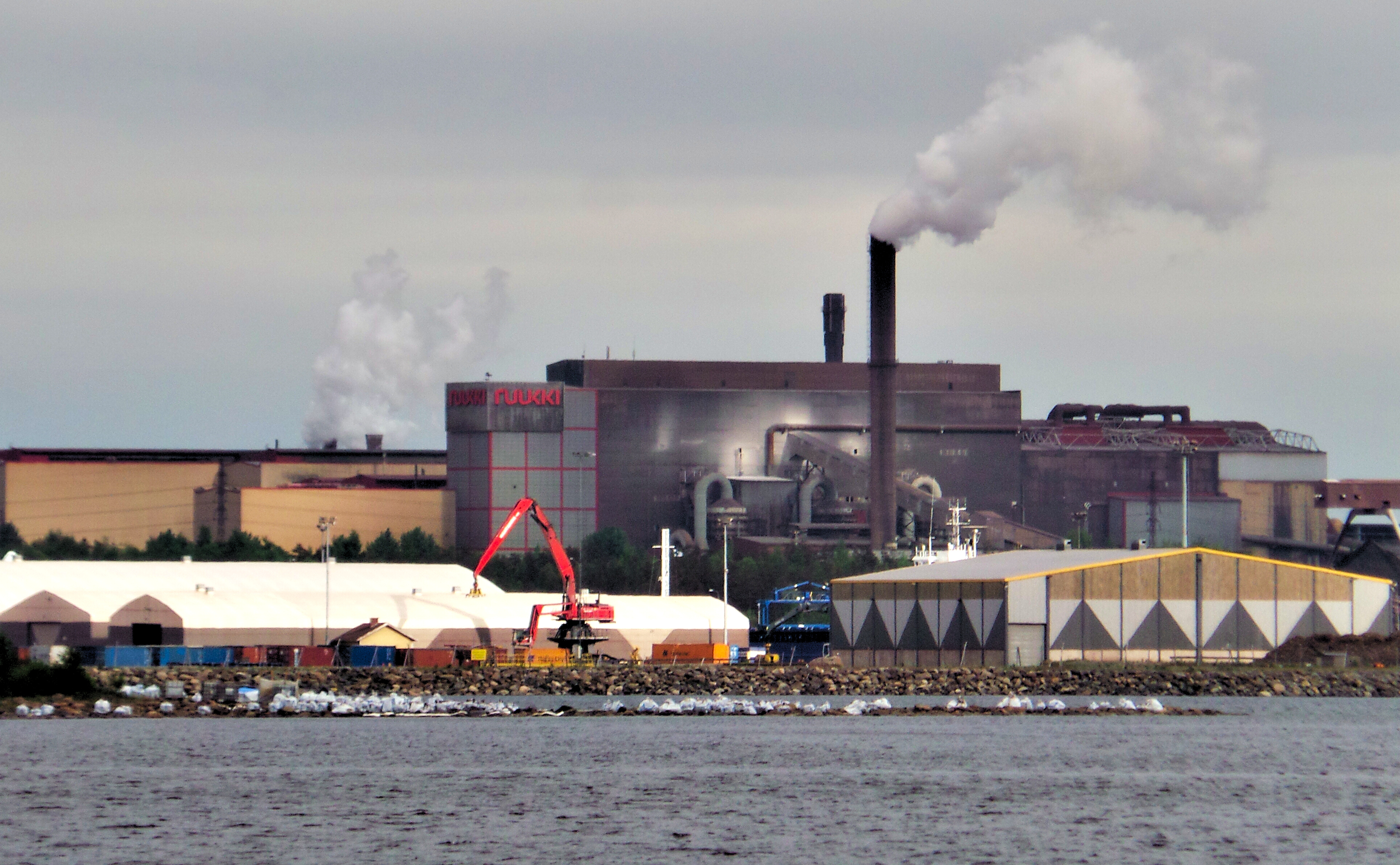
أكياس بيضاء مليئة بالحجارة الملوثة على الشاطئ بالقرب من تسرب النفط الصناعي في رآهي بفنلندا

الكيمياء البيئية هي الدراسة العلمية للظواهر الكيميائية والبيوكيميائية التي تحدث في الأماكن الطبيعية. لا ينبغي الخلط بينه وبين الكيمياء الخضراء، التي تسعى للحد من التلوث المحتمل في مصدره. يمكن تعريفها على أنه دراسة المصادر والتفاعلات والنقل وتأثيرات ومصير الأنواع الكيميائية في الهواء والتربة وبيئات المياه؛ وتأثير النشاط البشري والنشاط البيولوجي على البيئة. الكيمياء البيئية هي علم متعدد التخصصات يشمل كيمياء الغلاف الجوي والمائي والتربة، وتعتمد كذلك بشكل كبير على الكيمياء التحليلية والارتباط بالمجالات البيئية وغيرها من العلوم.
تعتبر الكيمياء البيئية دراسة للعمليات الكيميائية التي تحدث في البيئة والتي تتأثر بالأنشطة البشرية. ويمكن ملاحظة هذه التأثيرات على المستوى المحلي، من خلال وجود ملوثات الهواء في المدن الحضرية أو المواد السامة الناتجة عن مواقع النفايات الكيميائية، أو على نطاق عالمي، من خلال استنفاد الأوزون الستراتوسفيري أو الاحترار العالمي. ينصب التركيز في دوراتنا وأنشطتنا البحثية على تطوير فهم أساسي لطبيعة هذه العمليات الكيميائية، بحيث يمكن تقييم الأنشطة البشرية بدقة.
تنطوي الكيمياء البيئية أولًا على فهم كيفية عمل البيئة غير الملوثة، والمواد الكيميائية الموجودة في أي تركيزات بشكل طبيعي، وما هي التأثيرات النتاجة عن استخدامها. وبدون ذلك، سيكون من المستحيل دراسة الآثار التي ينتجها البشر بدقة على البيئة من خلال إطلاق المواد الكيميائية.
يعتمد الكيميائيون البيئيون على مجموعة من المفاهيم من الكيمياء والعلوم البيئية المختلفة للمساعدة في دراستهم لما يحدث لأنواع كيميائية في البيئة. تتضمن المفاهيم العامة الهامة من الكيمياء فهم التفاعلات الكيميائية والمعادلات والمحاليل ووحدات القياس وأخذ العينات والكيمياء التحليلية.

## التلوث
ويُعرف الملوث على أنه مادة كيميائية موجودة في الطبيعة على مستوى أعلى من المستويات الثابتة أو التي لن تكون هناك بخلاف ذلك. قد يكون هذا بسبب النشاط البشري والنشاط الحيوي. غالبًا ما يستخدم مصطلح التلوث بالتبادل مع الملوث، وهو مادة لها تأثير ضار على البيئة المحيطة. في حين يتم تعريف الملوث في بعض الأحيان على أنه مادة موجودة في البيئة نتيجة للنشاط البشري، ولكن دون آثار ضارة، إلا أنه في بعض الأحيان يكون له آثار سامة أو ضارة ناجمة عن التلوث لا تظهر إلا في وقت لاحق.
يسمى «المتوسط» (مثل التربة) أو الكائن الحي (على سبيل المثال الأسماك) المتأثرة بالملوث أو الملوثات بالمستقبل، في حين أن الحوض هو عبارة عن وسيط كيميائي أو الأنواع التي تحتفظ بالملوثات وتتفاعل معها على سبيل المثال. حوض الكربون وتأثره بالميكروبات.

## المؤشرات البيئية
تشمل المقاييس الكيميائية لجودة المياه تشبع الأكسجين (DO DO)، وطلب الأكسجين الكيميائي (COD)، وطلب الأكسجين البيوكيميائي (BOD)، ومجموع المواد المذابةTDS، والأس الهيدروجيني، والنترات والفوسفور، والمعادن الثقيلة، والمواد الكيميائية للتربة (بما في ذلك النحاس والزنك والكادميوم والرصاص والزئبق والمبيدات.

## الاستخدامات
تستخدم الكيمياء البيئية في وكالة البيئة بإنجلترا وويلز، ووكالة حماية البيئة بالولايات المتحدة، ورابطة المحللين العامين، والوكالات البيئية الأخرى والهيئات البحثية في جميع أنحاء العالم لاكتشاف وتحديد طبيعة ومصدر الملوثات.
يمكن أن تشمل هذه الملوثات:
- المعادن الثقيلة التي تلوث الأراضي حسب طبيعة الصناعة. ويمكن بعد ذلك نقلها إلى مسطحات مائية وتناولها الكائنات الحية.
- المغذيات التي ترشح من الأراضي الزراعية إلى المسطحات المائية، والتي يمكن أن تؤدي إلى تكاثر الطحالب وإغناء الماء.[7]
- الجريان السطحي في المناطق الحضرية من الملوثات التي تغسل السطوح غير القابلة للكشف والطرق، ومواقف السيارات، وأسطح المباني خلال العواصف الممطرة. تشمل الملوثات النموذجية البنزين وزيت المحركات ومركبات الهيدروكربون الأخرى والمعادن والعناصر الغذائية ورواسب التربة.[8]
- مركبات الكيمياء العضوية الفلزية.[9]

## الأساليب
يعتبر التحليل الكيميائي جزء أساسي من الكيمياء البيئية، لأنها توفر البيانات التي تشكل معظم الدراسات البيئية.
تتضمن التقنيات التحليلية الشائعة المستخدمة في التحديد الكمي في الكيمياء البيئية الكيمياء الكلاسيكية، مثل قياس الجاذبية، والتحليل الوزني، والمعايرة والطرق الكهروكيميائية. تستخدم طرق أكثر تعقيدًا في تحديد المعادن النزرة والمركبات العضوية. تُقاس المعادن عادةً بواسطة التحليل الطيفي والكتلة الطيفية: مثل مطيافية الامتصاص الذري (AAS) والانبعاث الذري البلازمي المقترن بالحث الحثي (ICP-AES) أو تقنيات البلازما الكتلية الطيفية (ICP-MS). تُقاس المركبات العضوية بشكل شائع أيضًا باستخدام طرق قياس الطيف الكتلي، مثل مطياف الكتلة الكروماتوغرافية للغاز (GC / MS) وكتلة قياس الطيف الكروماتوغرافي السائل (LC / MS) عالية الدقة التي تقدم جزءًا فرعيًا لكل تريليون اكتشاف. لا تزال الطرق التي تستخدم GCs و LCs ولها كاشفات عالمية أو محددة هي المواد الأساسية في ترسانة الأدوات التحليلية المتاحة.
تشمل المؤشرات الأخرى التي تُقاس في الغالب في الكيمياء البيئية هي المواد الكيميائية المشعة. تشمل تلك الملوثات التي تنبعث منها المواد المشعة، مثل جسيمات ألفا وبيتا، خطرًا على صحة الإنسان والبيئة. يتم استخدام عدادات الجسيمات وعدادات التلألؤ الأكثر شيوعًا لهذه القياسات. يتم استخدام الاختبارات الحيوية والمقايسة المناعية لتقييم السمية من الآثار الكيميائية على الكائنات الحية المختلفة. يستطيع تفاعل البوليميريز المتسلسل PCR التعرف على أنواع البكتيريا والكائنات الأخرى من خلال عزل وتكثيف جينات الحمض النووي الريبيوزي RNA، ويظهر هذا كأسلوب قيِّم لتحديد التلوث الجرثومي البيئي.

## طرق التحليل المنشورة
نُشرت طرق اختبار مراجعة الأقران من قِبَل الوكالات الحكومية ومنظمات الأبحاث الخاصة. يجب استخدام الطرق المعتمدة عند الاختبار لإثبات الامتثال للمتطلبات التنظيمية.

## روابط خارجية
- List of links for Environmental Chemistry - from the WWW Virtual Library
- International Journal of Environmental Analytical Chemistry